# Christopher S. Hyatt
Christopher S. Hyatt (eigentlich Alan Ronald Miller; * 12. Juli 1943 in Chicago; † 9. Februar 2008 in Scottsdale, Arizona) war ein US-amerikanischer Psychologe, Okkultist und Autor mehrerer Bücher und CDs zu den Themen Spiritualität, Psychologie und Magie.

## Leben
Hyatt war der Sohn des Polizeichefs Leonard Miller und seiner Frau Bertha Freidman. Er gab zwei verschiedene Berichte über das Ende seiner High-School-Karriere, so behauptete er, dass er im Alter von sechzehn Jahren die High School abgebrochen hatte, stattdessen als Geschirrspüler und Koch arbeitete und durch die Vereinigten Staaten streifte. Christopher Hyatt war ausgebildeter klinischer und experimenteller Psychologe und arbeitete längere Zeit als Psychotherapeut. Bekannt war er als Vertreter einer Position, die er selbst als „Extremen Individualismus“ bezeichnete.
Am 9. Februar 2008 starb Hyatt im Alter von 64 Jahren an Krebs.

## Thelema
Er war Schüler von Israel Regardie. Regardie, der ihn stark beeinflusst hat und ihm Techniken Aleister Crowleys und Wilhelm Reichs vermittelte, war Mitglied des Hermetic Order of the Golden Dawn. Hyatts späterer Verlag, der nach seinem Tod von seiner Witwe fortgeführt wird, veröffentlicht Publikationen von Autoren aus dem Umfeld dieser Organisation. Hyatt war Mitglied des Ordo Templi Orientis, und gründete zusammen mit David Cherubim den thelemischen Orden der Goldenen Morgendämmerung in Los Angeles zur Frühlingsäquinoktium von 1990.

## Psychologie
Als Alan Miller nutzte er die 18 Einheiten, die er von seinem Militär GED erhielt, für seine erste akademische Karriere am Los Angeles City College, wo er zwei Jahre lang Rechnungswesen studierte. Später wechselte er zu General Psychology und erwarb den Master in experimenteller Psychologie, Medizin und Counseling. Er war Mitglied einer freudschen Klinik in Südkalifornien. Er verbrachte fast ein Jahr damit, Hypnose am Hypnosis Motivation Institute in Los Angeles zu studieren und studierte auch Hypnose an der University of California, Irvine. Miller besaß den Doktortitel in Verhaltenswissenschaften (human behavior) und war Postdoc im Bereich Strafgerichtsbarkeit.

## Einordnung des Werks
Hyatt gehörte zu einer Gruppe amerikanischer Intellektueller, die in den 1960er- und 1970er-Jahren durch anti-autoritären und unkonventionellen Protest gegen die tradierten Normen protestierten und dabei Bewusstseinserweiterung durch Drogenkonsum oder Beschäftigung mit spirituellen und okkulten Wissensbeständen und Praktiken (New Age) anstrebten. Hyatt zählte auch Robert Anton Wilson und Timothy Leary zu seinen Freunden, Autoren, die mit ähnlichen Motiven arbeiteten.

## Werke
(Auszug)
- Undoing Yourself. dt. Ent-wickle dich!. Rowohlt, Reinbek bei Hamburg 1989, ISBN 3-499-18524-5.
- To Lie Is Human. ISBN 1-56184-199-4
- The Psychopath's Bible. ISBN 1-56184-174-9
- Secrets Of Western Tantra. ISBN 1-56184-113-7
- Urban Voodoo (mit Jason S. Black). ISBN 1-56184-059-9
- The Magic of Israel Regardie. New Falcon Publishing. ISBN 1-56184-230-3